# طرح سرمایه‌گذاری خصوصی
طرح سرمایه‌گذاری خصوصی (انگلیسی: Private finance initiative) یا به اختصار PFI به طیف وسیعی از قراردادهای همکاری عمومی-خصوصی گفته می‌شود که برای اولین بار توسط دولت‌های استرالیا و بریتانیا آغاز شد.